# イングランドサッカー殿堂
イングランドサッカー殿堂（English Football Hall of Fame）は、イングランドのサッカーにおいて顕著な活躍が認められた選手および指導者を表彰する殿堂。殿堂はイングランド、プレストンの国立サッカー博物館（National Football Museum）館内にある。30歳以上で、イングランドにおいて5年以上プレイした選手、監督を務めた指導者が対象。

## 2002年の受賞者
選手
- ゴードン・バンクス
- ジョージ・ベスト
- エリック・カントナ
- ジョン・チャールズ
- サー・ボビー・チャールトン
- ディキシー・ディーン
- ケニー・ダルグリッシュ
- ピーター・ドハーティ
- ダンカン・エドワーズ
- サー・トム・フィニー
- ポール・ガスコイン
- ジミー・グリーブス
- ジョニー・ヘインズ
- ケヴィン・キーガン
- デニス・ロー
- ナット・ロフトハウス
- デイヴ・マッケイ
- サー・スタンリー・マシューズ
- ボビー・ムーア
- ブライアン・ロブソン
- ビリー・ライト
- ピーター・シルトン

女性の受賞者
- リリー・パー

監督
- サー・マット・バスビー
- ブライアン・クラフ
- サー・アレックス・ファーガソン
- ボブ・ペイズリー
- サー・アルフ・ラムゼイ
- ビル・シャンクリー

## 2003年の受賞者
選手
- アラン・ボール
- ダニー・ブランチフラワー
- パット・ジェニングス
- トミー・ロートン
- ゲーリー・リネカー
- スタン・モーテンセン
- ピーター・シュマイケル
- アーサー・ウォートン

女性の受賞者
- ホープ・パウエル

監督
- ハーバート・チャップマン
- スタン・カリス
- ビル・ニコルソン
- サー・ボビー・ロブソン

## 2004年の受賞者
選手
- トニー・アダムス
- ヴィヴ・アンダーソン
- ビリー・ブレムナー
- サー・ジェフ・ハースト
- ロイ・キーン
- ウィルフ・マニオン
- アラン・シアラー

女性の受賞者
- スー・ロペス

監督
- ダリオ・グラディ
- ドン・レヴィー

## 2005年の受賞者
選手
- ジョン・バーンズ
- コリン・ベル
- ジャック・チャールトン
- アレックス・ジェームズ
- イアン・ライト
- ライアン・ギグス
- ベルト・トラウトマン

女性の受賞者
- デビー・バンプトン

監督
- ハワード・ケンドール
- サー・ウォルター・ウィンターボトム

## 2006年の受賞者
選手
- リアム・ブレイディ
- アラン・ハンセン
- ロジャー・ハント
- ジャッキー・ミルバーン
- マーティン・ピータース
- イアン・ラッシュ
- ジャンフランコ・ゾラ

女性の受賞者
- ジリアン・クルタード

監督
- ロン・グリーンウッド
- アーセン・ヴェンゲル

## 2007年の受賞者
選手
- デニス・ベルカンプ
- グレン・ホドル
- マーク・ヒューズ
- ビリー・メレディス
- グレアム・スーネス
- ノビー・スタイルズ

Football Foundation Community Champion
- ナイアル・クイン

女性の受賞者
- カレン・ウォーカー
- ジョーン・ウォーリー

特別枠 - サッカーの親善大使
- ゼップ・ブラッター

監督
- テリー・ヴェナブルズ

## 2008年の受賞者
2008年の授賞式は、9月18日に、ロンドンのミレニアム・メイフェア・ホテル（Millennium Mayfair Hotel）で行われる。この賞の授賞式が首都で行われるのは初めてのことである。
選手
- ジミー・アームフィールド
- デビッド・ベッカム
- スティーヴ・ブルーマー
- ティエリ・アンリ
- エムリン・ヒューズ
- ポール・スコールズ
- レイ・ウィルソン

女性の受賞者
- ポーリン・コープ

監督
- バーティー・ミー

この賞の重要性の認識を高めることを意図して、博物館は、2008年に欧州文化都市に選出されたリヴァプールで上記のものに加えて、10月8日に、もう一つの式典を行うことを計画している。選考委員会は、これまでのイングランドのフットボール史で最も実績を残した選手と監督を、ヨーロッパで行われている国際大会での実績に基づいて、熟慮の末に選出した。
選手
- ジョージ・ベスト
- ジョン・チャールズ
- サー・ボビー・チャールトン
- ケニー・ダルグリッシュ
- ケヴィン・キーガン

監督
- サー・マット・バスビー
- ブライアン・クラフ
- サー・アレックス・ファーガソン
- ボブ・ペイズリー
- サー・ボビー・ロブソン

## 2009年の受賞者
選手
- オズワルド・アルディレス
- クリフ・バスティン
- トレヴァー・ブルッキング
- ジョージ・コーエン
- フランク・マクリントック
- レン・シャックルトン
- テディ・シェリンガム
- フランク・スウィフト

女性の受賞者
- マリアン・スペイシー

Football Foundation Community Champion
- ロビー・アール

FA Football for All Award
- ロニー・ワトソン

監督
- マルコルム・アリソン
- ジョー・メーサー

チーム
- マット・バスビー監督時代のマンチェスター・ユナイテッドFC（バスビー・ベイブス）
- 1968-1970年のマンチェスター・シティFC

## 2010年の受賞者
選手
- チャーリー・ブチャン
- イアン・キャラハン
- レイ・クレメンス
- ジョニー・ジャイルズ
- フランシス・リー
- アルフ・ラムゼイ
- クレム・スティーブンソン

女性の受賞者
- ブレンダ・センペア

Football Foundation Community Champion
- グラハム・テイラー

FA Football for All Award
- ジョージ・ファーガソン

監督
- ハリー・カテリック

チーム
- 1966 FIFAワールドカップ優勝時のサッカーイングランド代表

特別生前功労賞
- ジミー・ヒル

## 2011年の受賞者
マンチェスターへの博物館移転に伴い、2011年と2012年には正式な式典は行われなかったが、2011年に2つの特別式典が開催された。1月には、2008年の最初の式典に出席できなかったティエリ・アンリの、翌2月にはUEFAチャンピオンズカップ 1981-82優勝時のアストン・ヴィラFCの式典がそれぞれ執り行われた。

## 2013年の受賞者
選手
- レイチ・カーター
- エディー・グレイ
- クリフ・ジョーンズ
- マット・ル・ティシエ
- マイク・サマービー
- レイ・ウィルキンス

2003年の式典を欠席したピーター・シュマイケルも出席した
女性の受賞者
- シェリア・パーカー

FA Football for All Award
- デービッド・クラーク

審判
- ジャック・テイラー

特別賞
- シビル・サービスFC
- ウィリアム・マクレガー

出典

## 2014年の受賞者
選手
- トレヴァー・フランシス
- ハーギー・ギャラチャー
- ジミー・マクロイ
- マイケル・オーウェン
- パトリック・ヴィエラ

2004年の式典を欠席したアラン・シアラーも出席した
女性の受賞者
- シルヴィア・ゴア

FA Football for All Award
- マシュー・ディンバイロー

チーム
- 1888-89シーズンのプレストン・ノースエンドFC（インヴィンシブルズ）

特別賞
- サッカー大隊

出典

## 2015年の受賞者
選手
- アイヴァー・オールチャーチ
- ボブ・クロンプトン
- ノーマン・ハンター
- ポール・マグラー
- アラン・マレリー
- ガリー・ネヴィル
- スチュアート・ピアース

2005年の式典を欠席したライアン・ギグスも出席した
女性の受賞者
- ファイ・ホワイト

FA Football for All Award
- ガリー・デービス

特別賞-英国中国サッカー大使-
- 孫継海

出典

## 2016年の受賞者
選手
- リオ・ファーディナンド
- デニス・アーウィン
- マーク・ローレンソン
- ビリー・リッデル
- ジョン・ロバートソン
- デビッド・シーマン
- ネヴィル・サウスオール
- ゴードン・ストラカン

女性の受賞者
- レイチェル・ブラウン
- レイチェル・ユニット

FA Football for All Award
- マーティン・シンクレア

チーム
- 1979年・1980年にUEFAチャンピオンズカップ連覇を達成したノッティンガム・フォレストFC

特別賞
- ノッツ・カウンティFC

出典

## 2017年の受賞者
選手
- ビリー・ボンズ
- スティーヴン・ジェラード
- フランク・ランパード
- チャーリー・ロバーツ
- ガリー・スピード
- ボブ・ウィルソン

女性の受賞者
- ケリー・スミス
- レイチャル・ヤンキー

FA Football for All Award
- アリステア・パトリック＝ヘセルトン

ジャーナリスト
- フー・マキルバニー

出典

## 2019年の受賞者
選手
- シリル・レジス

女性の受賞者
- アレックス・スコット

## 2020年の受賞者
選手
- ジャスティン・ファシャヌ

## 2021年の受賞者
選手
- ウォルター・タル

女性の受賞者
- カレン・カーニー
- キャロル・トーマス